# Thermes gallo-romains de Tours
Pour un article plus général, voir Thermes romains.
Vous lisez un « article de qualité » labellisé en 2015.
Les thermes gallo-romains de Tours sont des établissements balnéaires publics qui, sous le Haut-Empire et pour certains jusqu’à la fin de l’Empire romain — aucun d'entre eux n'a « survécu » au-delà —, étaient en service dans la ville antique de Caesarodunum qui deviendra par la suite Tours. Si l'existence de ces thermes faisait depuis longtemps l'objet d'un large consensus, leur emplacement n'a commencé à être plus clairement établi qu'à partir des années 1980.
Deux ensembles monumentaux ont été partiellement dégagés lors de fouilles menées entre 1974 et 1979 pour l’un, situé au nord-est de la ville ouverte du Haut-Empire et que les archéologues désignent sous le nom de « thermes de l’Est », entre 1999 et 2002 pour l’autre, situé au sud et dénommé « thermes du Sud ». De très grandes dimensions, même si les fouilles n’ont pu en déterminer l’emprise exacte, ils semblent se situer en périphérie de la ville antique ou, en tout cas, à l'écart des zones les plus densément bâties ; les thermes du Sud se trouvaient probablement en bordure d’une des voies principales de Caesarodunum et les thermes de l'Est étaient implantés en bordure de la Loire. Un, voire deux autres thermes publics, de plus petite taille, ont pu exister, l’un à l’ouest de la cité et l’autre au sud, mais les preuves de leur existence sont très fragiles. L’architecture de l'ensemble de ces thermes est très mal connue car les fouilles n'ont révélé qu'une toute petite partie de leur structure, tout comme les modalités de leur raccordement à des réseaux d’adduction et d’évacuation d’eau, encore plus hypothétiques.
Les vestiges des thermes de l’Est, préservés, ont été ré-enfouis (il sera possible de les remettre au jour) alors que ceux des thermes du Sud ont été, après étude archéologique, scellés sous des constructions modernes. Les rares maçonneries attribuables aux thermes situés à l’ouest sont visibles dans un jardin archéologique qui retrace l’histoire du site, occupé presque sans discontinuité depuis l’Antiquité. Les indices très ténus du quatrième établissement thermal ont disparu après étude.

## Les thermes dans la ville antique

### La topographie générale deCaesarodunum

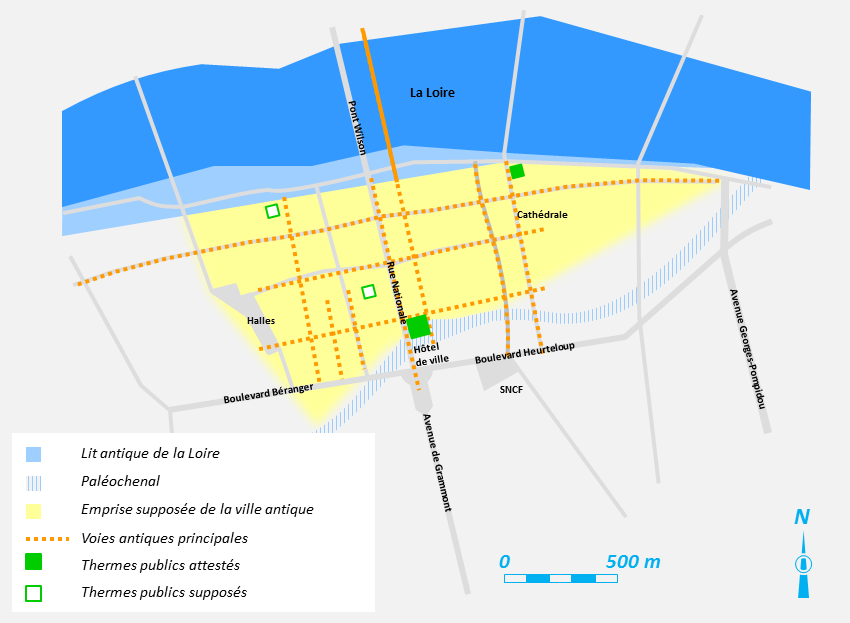
Emplacement des thermes gallo-romains et de quelques éléments de voirie antique restitués sur un plan moderne de Tours.

La ville antique de Caesarodunum, probable fondation ex nihilo du début de notre ère, s'étend sur environ 80 hectares sur la rive gauche de la Loire, dans la plaine alluviale qui sépare ce fleuve de son affluent le Cher, à proximité de leur confluent.
Si la topographie de la ville reste encore assez mal connue, un embryon de trame viaire a pu être restitué et se complète au fur et à mesure des trouvailles archéologiques. Le cardo maximus, totalement disparu du paysage de la ville moderne, se situait probablement en bordure est de la rue de Lucé, dans le prolongement d'un pont de bois construit sur la Loire au début du Ier siècle. Le decumanus maximus, parallèle au fleuve, serait recouvert par l'alignement des rues de la Scellerie et des Halles ; il desservait l'amphithéâtre à l'est de la ville.
À proximité du carrefour de ces axes majeurs se trouvait le grand temple gallo-romain de Tours, mais aussi certainement le forum, même si son emplacement exact reste inconnu.
Au sein de ce périmètre, l'urbanisation semble être inégale, probablement plus dense en bordure de Loire, bien que des fouilles, réalisées en 2006 et 2007 et dont l'analyse est en cours en 2015, semblent indiquer dans le sud de la cité antique l'existence d'un secteur comportant plusieurs domus contiguës accompagnées de jardins, avec un découpage parcellaire net.
La présence d'un ou plusieurs établissements thermaux publics dans Caesarodunum est supposée depuis le XIXe siècle, par analogie avec la plupart des autres villes antiques. L'emplacement de ces thermes est toutefois longtemps resté inconnu ; les historiens ont pensé jusque vers 1850 qu'ils se trouvaient derrière la cathédrale, alors que les vestiges appartenaient en réalité à l'amphithéâtre.

### Dispositifs d'alimentation et d'évacuation de l'eau
Les dispositifs d'alimentation en eau de Caesarodunum et potentiellement destinés à des usages publics commencent seulement à être appréhendés, et de manière probablement très partielle. L'élément le plus important semble être l'aqueduc de Fontenay, connu depuis le XIXe siècle, transportant les eaux de plusieurs sources situées 25 km à l'est de Tours et qui pénétrait vraisemblablement dans la ville par le sud.
En 2003, un chantier de fouilles fixe l'emplacement du trait de rive gauche de la Loire sous le Haut-Empire ; un aqueduc perpendiculaire à la Loire, se dirigeant vers le sud et le centre de la ville est alors découvert, alimenté par une noria puisant l'eau du fleuve. Ce dernier dispositif semble avoir eu une durée de vie relativement courte, de l'ordre de quelques décennies dans le courant du Ier siècle ; il a pu constituer une source d'eau non potable destinée aux activités artisanales de la ville . Rien n'est connu des réseaux de distribution de l'eau à l'intérieur de la ville à partir des aqueducs.
Les équipements, caniveaux ou égouts, qui auraient pu participer à l'évacuation des eaux des thermes n'ont été, au XXIe siècle, mis en évidence que pour les thermes de l'Est et à proximité immédiate des bâtiments. Dans la ville, seuls deux tronçons d'un éventuel cloaque, orienté nord-sud et aboutissant peut-être à la Loire, ont été mis au jour au dans la première moitié du XXe siècle, mais sans lien mentionné avec les établissements thermaux.

## Les thermes du Sud

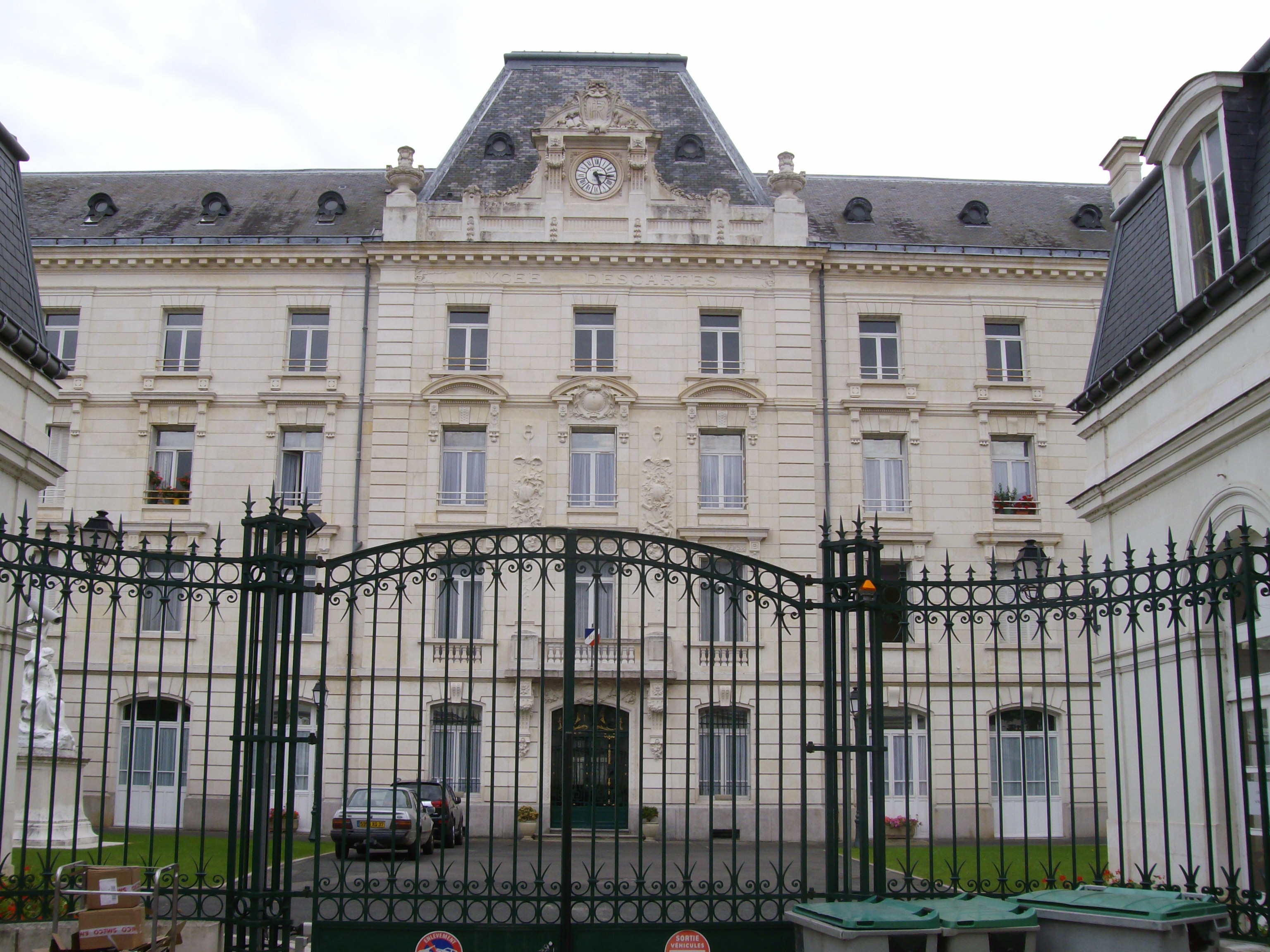
Le lycée Descartes au XXe siècle.
Le site fouillé se trouve hors-cadre, à droite de l'image.

De 1999 à 2002, des travaux de reconstruction dans l'enceinte du lycée Descartes ont conduit l'Institut national de recherches archéologiques préventives (INRAP) à réaliser une opération de fouille préventive à raison de six opérations sur les 1 000 m2 concernés par le chantier de reconstruction : 47° 23′ 31″ N, 0° 41′ 19″ E.
L'existence, à ce niveau, d'un chenal fossile de la Loire déjà très largement comblé dans l'Antiquité était connue et ce chenal d'orientation générale nord-est - sud-ouest semblait marquer la limite méridionale de la zone urbanisée. La mise au jour, à l'occasion de ces fouilles, de bâtiments antiques construits dans le lit de ce paléochenal fut donc une surprise pour les archéologues. Le site, qui a fait l'objet de restructurations successives pendant le Haut-Empire avec à chaque fois arasement des structures antérieures et qui, pour finir, a été profondément bouleversé en 1939 par l'aménagement d'abris anti-aériens dans le cadre de la défense passive, a livré des résultats difficiles à exploiter. La surface relativement réduite de la fouille ne permet pas de proposer une restitution globale des thermes mis au jour.

### Un emplacement idéalement choisi
Les thermes du Sud étaient situés dans la partie méridionale de la ville antique, dans un secteur qui, s'il était bâti, ne devait pas faire l'objet d'une urbanisation très dense. Sous le Haut-Empire, une importante voie nord-sud, assimilée au cardo maximus, desservait cet établissement sur son flanc est. Une autre voie parallèle, mise au jour sous la rue Nationale à l'occasion des travaux de construction d'une ligne de tramway en 2011, limitait certainement à l'ouest l'îlot dans lequel étaient bâtis ces thermes. Perpendiculairement, un decumanus devait longer ces thermes au nord ainsi qu'un autre, au sud, recouvert par la rue des Minimes.
L'implantation retenue, dans le lit du paléochenal, si elle a imposé des contraintes architecturales en ce qui concerne les fondations des bâtiments, a pu être mise à profit pour favoriser l'évacuation des eaux usées des thermes.
L'installation des établissements thermaux dans les quartiers périphériques des villes semble être une pratique assez courante dans l'Antiquité romaine. Dans une cité où le bois tient encore une part importante dans l'architecture du bâti, la position excentrée des thermes limite les risques de propagation d'un éventuel incendie ; la pollution par les fumées est également réduite ; enfin, il faut pouvoir disposer d'une emprise importante pour accueillir tous les bâtiments du complexe thermal.

### De restructuration en reconstruction

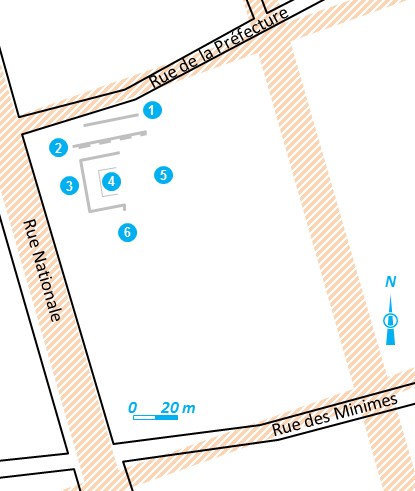
Plan schématique des thermes du Sud (2e état).
hachures orangées : voirie antique supposée.
(1) - Mur d'enceinte ?
(2) - Mur à absides.
(3) - Mur à colonnades.
(4) - Piscine.
(5) - Palestre ?
(6) - Secteur des bains ?

#### Avant les thermes
Les thermes du Sud n'ont pas été construits dans un secteur vierge de toute occupation humaine. Des céramiques de l'âge du bronze final (900-600 av. J.-C.), scellées entre deux couches d'alluvions, ont été mises au jour ; il peut toutefois s'agir de pièces charriées par les crues ayant transporté les alluvions. Le début de la période gallo-romaine (20-60 apr. J.-C.), concomitante de la fondation de la ville, a livré des vestiges d'habitat (trous de poteaux) et d'activité artisanale (fours de bronzier). Déjà, en 1977, une strate archéologique gallo-romaine avait été identifiée sur le site du lycée Descartes.

#### Un premier état mal connu
Pendant le dernier tiers du Ier siècle, qui voit se mettre en place la plupart des monuments publics connus de Caesarodunum, de nouvelles constructions, très endommagées par les aménagements ultérieurs et dont les rares vestiges sont difficilement exploitables, ont pris place sur le site. Un rehaussement du sol, partiellement réalisé à base de charbon de bois, dans un but probable de drainage et d'assainissement, a également eu lieu. Des fondations profondes de plus d'un mètre établies sur des pieux en aulne, une longueur probable d'au moins 30 m pour l'un des murs identifiés, suggèrent un bâtiment ou un ensemble de bâtiments à vocation publique, dont l'orientation respecte rigoureusement celles des constructions qui les ont précédés. Ce sont ces caractéristiques, la présence d'un fragment de suspensura remployé dans la construction postérieure ainsi que l'attribution à des thermes des vestiges de la période suivante qui donnent corps à l'hypothèse selon laquelle ces vestiges seraient ceux d'un premier état des thermes. La période de fonctionnement de ces constructions est étonnamment courte et précise : dix à quinze ans, entre 60 et 70-75.

#### Les thermes monumentaux
| Image externe |                                                           |
|               | Fondations sur pieux des thermes, sur le site de l'INRAP. |

La période suivante (second état des thermes) se caractérise par des constructions monumentales qui sont précédées du démontage systématique des bâtiments antérieurs, de l'arasement des parties non remployées et d'un nouveau remblayage du sol. En outre, l'orientation des bâtiments est légèrement différente, comme pour marquer une rupture franche avec la période précédente. Les fondations des principaux murs porteurs sont établies sur des pieux de chêne qui n'ont pas été enfoncés de force dans le sol mais disposés dans des tranchées ou des trous individuels creusés au préalable ; le même dispositif a été observé pour les fondations du grand temple, tout proche. Pour les thermes du Sud, la fondation des murs est postérieure à 71 ou 75, ces deux dates correspondant à la période potentielle d'abattage des arbres ayant servi à façonner les pieux, déterminée par analyse dendrochronologique.

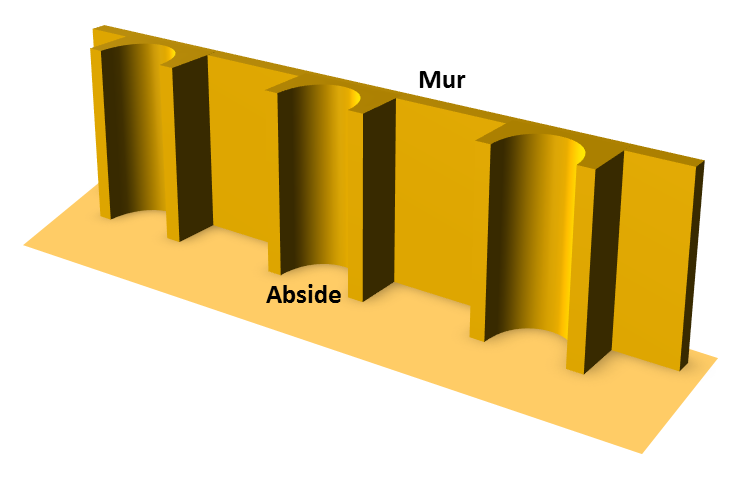
Restitution d'un mur à absides. Le couronnement du mur est hypothétique.

La partie sud de la zone fouillée est occupée par un bassin dont le fond est recouvert de plusieurs couches de maçonnerie successives. Ce bassin, assimilé à une piscine d'eau froide, est entouré de murs stylobates (supportant des colonnades) semblant délimiter une pièce ou une aire dont il constitue la partie centrale. Un autre mur paraissant circonscrire l'ensemble, au moins vers le nord, a été identifié. Il porte une série d'absides ayant peut-être servi à abriter des statues. Plus au nord, encore, un dernier mur semble constituer la clôture des thermes. Cet ensemble connaîtrait, vers l'est et hors de fouilles, un important développement avec la palestre. Plus au sud, également en dehors de la zone fouillée, un vaste complexe de maçonneries aux affectations non encore précisées, qui pourrait être la partie dévolue aux bains proprement dits, confère aux thermes du Sud une dimension de plusieurs milliers de mètres carrés ; les fouilles sont en effet loin d’avoir dégagé l’ensemble de leurs vestiges dont la plupart restent enfouis sous le lycée Descartes. D'autres travaux de restructuration, initialement prévus en 2004-2005, auraient peut-être été l'occasion d'en apprendre davantage sur ces thermes. Dix ans plus tard, ces travaux n'ont pas été entrepris.
Une partie du mur à absides, rare vestige conservé en élévation sur plusieurs assises de maçonnerie et sur une longueur de 1,50 m, permet d'attester que le parement de ce mur était construit en petit appareil de moellons calcaires, les joints entre les pierres étant soulignés au fer.
| Image externe |                                              |
|               | Mosaïque au dauphin, sur le site de l'INRAP. |

Un fragment de mosaïque, découvert en 1900 lors de la construction de l'hôtel de ville, très proche vers le sud, et qui représente la queue d'un animal aquatique, dauphin, triton… est attribuée au décor de ces thermes. Ayant probablement appartenu à un emblema, mesurant 0,25 × 0,33 m et daté du IIe siècle ou du IIIe siècle, il est composé d'un peu plus de 4 000 tesselles polychromes. Il a vraisemblablement été préfabriqué. L'emplacement de sa découverte renforce l'hypothèse d'une extension des thermes en direction du sud.
Une source, mise en évidence au nord des thermes, a pu concourir à leur alimentation en eau. C'est le seul indice, très fragile, d'un possible dispositif d'adduction d'eau pour cet établissement. L'évacuation des eaux usées, déjà évoquée, a pu se faire tout ou partiellement dans le lit du paléochenal.

#### L'abandon
La date de fin de fonctionnement de ces thermes et/ou de leur abandon ne peut être précisée au regard des études disponibles. Rien ne vient témoigner d'un éventuel démontage des bâtiments et la récupération de leurs structures ; des terres noires recouvrent les vestiges du Haut-Empire mais il est possible qu'au Haut Moyen Âge des ruines des thermes aient encore été apparentes et peut-être même occupées. Des sépultures, dont l'une datée entre 688 et 880, viennent se superposer aux vestiges des thermes, attestant que vers la fin du VIIe siècle ils n'étaient plus en fonction.

### Une chronologie encore discutée
Chronologie proposée des thermes du Sud.
  Quelques dates de l'histoire de Tours   Chronologie des thermes du Sud
La durée de fonctionnement attribuée aux thermes dans leur premier état, dix ans, quinze ans tout au plus, pose question ; la datation dendrochronologique des pieux de fondation du second état des thermes n'est peut-être pas d'une fiabilité assurée, les pieux ont peut-être subi un séchage avant d'être utilisés, à moins qu'ils n'aient effectivement été abattus à cette date et remployés dans les fondations de second état des thermes — une problématique comparable se pose au sujet du temple gallo-romain de Tours. Auquel cas la construction des thermes monumentaux, dans leur second état, serait plus tardive, IIe siècle ou IIIe siècle, ce que semblent suggérer par ailleurs leur architecture et leur décor (mosaïque au dauphin). L'état des connaissances en ce début du XXIe siècle ne permet pas de trancher.

## Les thermes de l'Est
Le site archéologique qui recèle les vestiges des thermes de l'Est se trouve à l'angle sud-est de l'avenue André-Malraux et de la rue Lavoisier, mais il s'inscrit dans l'angle nord-ouest de l'enceinte gallo-romaine de Tours bâtie dans la première moitié du IVe siècle ; il accueille également le château de Tours : 47° 23′ 49″ N, 0° 41′ 36″ E.
Ce site archéologique a parfois été appelé « site du château de Tours » mais les archéologues qui en ont effectué les fouilles, par convention, le surnomment plus fréquemment « site 3 » en référence à la nomenclature générale des sites archéologiques de la ville de Tours. Les fouilles ont été réalisées entre 1974 et 1978. Les responsables des fouilles avaient à l'époque déjà identifié un établissement thermal, mais ils avaient considéré qu'il s'agissait de deux balnéaires privés associés à des domus et les publications partielles faites alors allaient en ce sens ; ces conclusions furent reprises dans des ouvrages de portée plus générale,. Les mêmes archéologues, après approfondissement de l'analyse des données de fouilles et révision des datations — ce chantier de fouilles reste, au XXIe siècle, le plus important de Tours pour la quantité de données recueillies —, interprètent maintenant ces vestiges comme ceux de thermes publics.

### Un site marqué par l'histoire de la ville
Le site a été occupé, sans discontinuité avérée, depuis la période gallo-romaine jusqu'au XXIe siècle en passant par la résidence des comtes d'Anjou puis par le château de Tours. Si son occupation au tout début de notre ère est plus suggérée qu'attestée, son histoire s'inscrit dans la continuité du milieu du premier siècle jusqu'au XXIe siècle. D'abord occupé par des thermes jusqu'à la fin de l'Empire romain, des bâtiments à vocation civile mais d'affectation mal définie s'y installent au Haut Moyen Âge. Ils sont remplacés au XIe siècle par la résidence des comtes d'Anjou, alors possesseurs d'une partie de la Touraine, avant que cet édifice ne cède la place au château royal de Tours au XIIIe siècle. Le château est partiellement démantelé et transformé en caserne au XVIIIe siècle avec l'ajout de nouveaux corps de bâtiments et le site, jusque-là propriété de l'État, est partagé entre la ville de Tours et des aménageurs privés à la fin des années 1960. Ce site « serait ainsi une illustration de la théorie de la continuité qui touche les lieux à destination publique, vaille que vaille ».

### Les thermes succèdent aux thermes

#### Sous le Haut-Empire

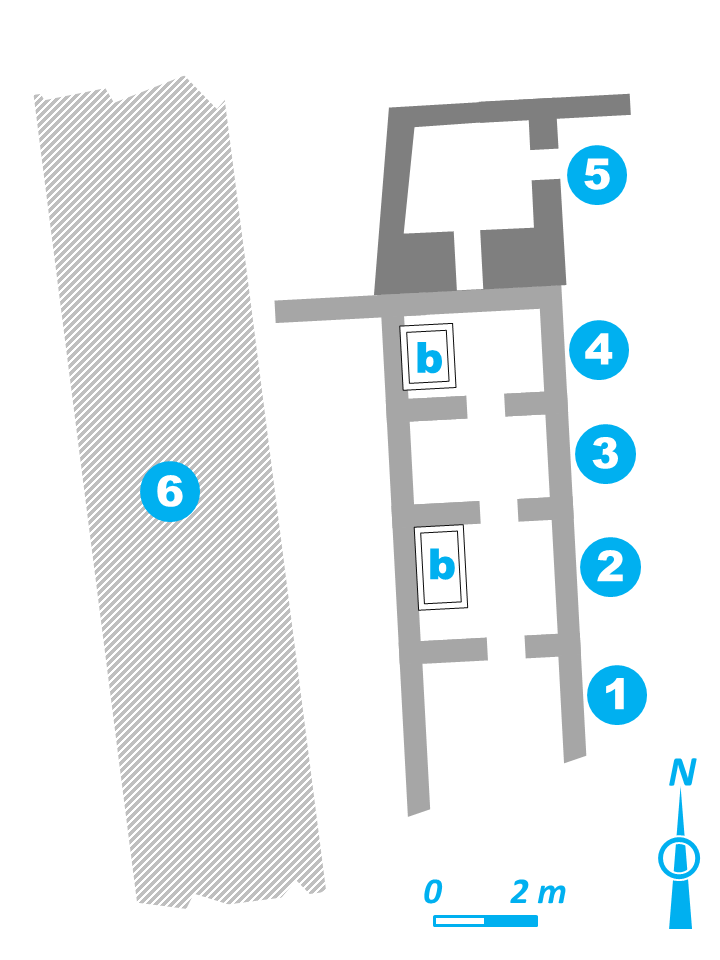
Plan schématisé des thermes de l'Est, 2e état.
(1) - apodyterium.
(2) - frigidarium.
(3) - tepidarium.
(4) - caldarium.
(5) - praefurnium.
(6) - enceinte du Bas-Empire.
(b) - baignoire.

Les premières constructions de bâtiments sur le site, vers 60 ou 70, s'accompagnent d'un remblayage vers le nord pour aménager une terrasse permettant de gagner du terrain sur la rive de la Loire. Le premier état des thermes de l'Est se caractérise, vers 60 ou 70, par deux corps de bâtiments disposés au sud et à l'est d'un espace libre assimilé à la palestre. L'aile est, en totalité hors de la zone de fouilles, n'est identifiée que par son mur occidental qui la sépare de la palestre ; la maçonnerie fait appel à un petit appareil de moellons réguliers (opus vittatum). L'aile sud n'est connue que par un couloir orienté nord-sud, long d'au moins 10 m qui donne accès à une pièce construite sur hypocauste ainsi qu'à une galerie est-ouest desservant l'aile orientale des thermes. La pièce sur hypocauste est assimilée au tepidarium. S'il s'était agi du caldarium, la forte température et l'hygrométrie qui y régnaient auraient imposé aux structures des réfections régulières qui n'apparaissent pas. L'aile sud des thermes se développe certainement bien au-delà de la zone fouillée, au sud mais peut-être aussi à l'ouest. Aux alentours de 150, un premier réaménagement intéresse le grand couloir de l'aile sud, terminé au nord par une abside. La palestre, quant à elle, permet l'accès direct à la berge de la Loire, peut-être aménagée en conséquence ; la Loire peut servir de lieu de baignade. L'utilisation des thermes, dans cette configuration, semble s'être poursuivie jusqu'au dernier quart du IIIe siècle. Au sein de l'aire fouillée, les thermes occupent une superficie de plus de 800 m2 ; il paraît acquis que la superficie totale de ce complexe thermal avoisinait et dépassait peut-être 2 500 m2.

#### La refondation urbaine
Entre 275 et 300 environ, les thermes font l'objet d'un démantèlement partiel — difficilement discernable en raison des multiples perturbations des strates archologiques — sans pour autant que leur vocation en soit affectée. Ce démantèlement est peut-être un préalable à la construction de l'enceinte du Bas-Empire dont la partie ouest de la muraille s'inscrit à l'emplacement supposé d'une partie de l'aile sud des thermes. Les pièces se trouvant sur le tracé de la future enceinte sont démontées et leurs matériaux récupérés, les sols sont nivelés.
La première moitié du IVe siècle voit la construction de l'enceinte du Bas-Empire, qui délimite un périmètre enclos d'environ 9 hectares et dont les thermes occupent l'angle nord-ouest. L'évolution des thermes dans cette période n'est pas documentée archéologiquement, mais il est semble acquis qu'ils ne fonctionnent pas. Leur abandon définitif ne semble cependant pas envisagé puisqu'une poterne est ouverte dans la partie occidentale du flanc nord de la muraille, face à la palestre. Cette poterne, qui ne débouche intra muros sur aucune voie, ne peut avoir pour destination que de pérenniser l'accès à la Loire à partir de l'aire occupée par la palestre.

#### Les thermes du Bas-Empire
Vers 350 environ, et pour quelques décennies seulement — une cinquantaine d'années tout au plus —, les thermes recommencent à fonctionner, conservant leur vocation d'espace public. Ils ont au préalable fait l'objet d'un réaménagement important, non daté, mais attesté sur le plan architectural. Si cette période de la vie des thermes de l'Est dans leur 2e état est la plus brève en termes de durée, elle est celle qui a laissé le plus de vestiges archéologiques, permettant d'établir une proposition de plan, partielle mais très précise, des bâtiments. Le long couloir du bâtiment sud, seule structure conservée du premier état de cette aile sud des thermes, est transformé en complexe thermal de petite taille et cloisonné de manière à offrir une enfilade de pièces. Se succèdent, du sud au nord, un apodyterium, un frigidarium équipé d'une petite piscine ou d'une baignoire, un tepidarium au sol recouvert de dalles calcaires puis un caldarium également pourvu d'une baignoire. Ces deux dernières pièces, sur hypocauste dont certaines des pilettes sont conservées et dont les murs sont équipés de tubuli, sont chauffées par un praefurnium qui se trouve au nord du caldarium ; son foyer était peut-être surmonté d'une cuve servant à chauffer l'eau. Cette disposition des pièces est caractéristique d'un schéma en ligne dans lequel les occupants des thermes doivent, pour en sortir, refaire à rebours le chemin qu'ils ont parcouru,. Les salles ainsi constituées sont de petites dimensions, de l’ordre de 5 m2, à l’exception de l’apodyterium dont la taille est inconnue mais supérieure à 9 m2 ; cette taille ne paraît pas remettre en cause le statut public de ces thermes. L'évacuation des eaux usées semble se faire au travers du mur occidental de l'aile vers une dépression située entre les bâtiments et le mur de l'enceinte avant qu'un fossé dont la destination est inconnue ne soit creusé. Un tel aménagement a de quoi surprendre quand le maintien d'un espace nu au pied du rempart, permettant la réalisation de rondes de surveillance, aurait été logique.

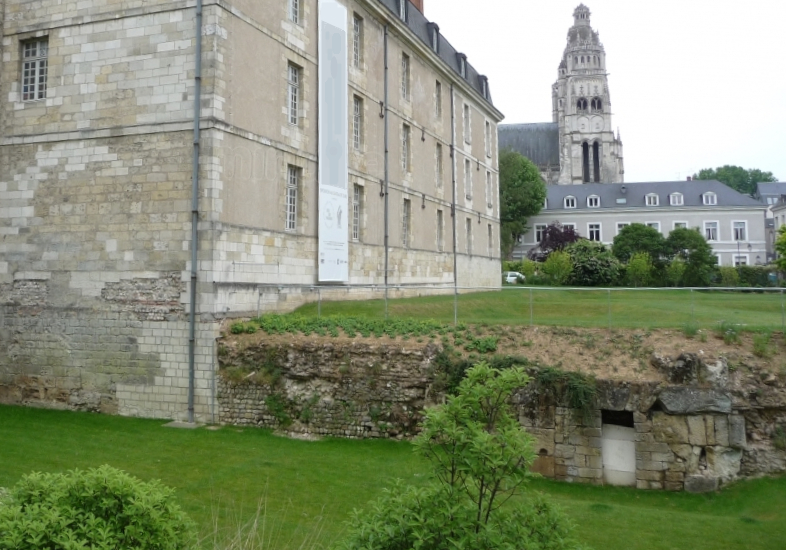
La poterne d'accès à l'aire des thermes, vue du nord.

La poterne donnant accès à l'espace correspondant à la palestre peut avoir fonctionné comme une porte de service pour l'approvisionnement des thermes en combustible. Un égout qui la traverse a été mis en évidence sous le dallage de son seuil.
L'aile est reste en dehors du secteur fouillé, mais l'examen du seul mur apparent laisse voir des modifications comparables à celles de l'aile sud (cloisonnement, aménagement de pièces chauffées avec insertion de tubuli dans les murs) ainsi que la mise en place d'un dispositif d'évacuation des eaux usées, via une canalisation maçonnée se dirigeant vers la poterne. Même dans cette configuration, les thermes de l’Est apparaissent de grande taille par rapport à ceux situés intra muros dans d’autres cités du Bas-Empire.
Dans le court laps de temps pendant lequel ces thermes reprennent leur activité, le praefurnium de l'aile sud, construit en pierre et terre (sable argileux de provenance locale), est fortement dégradé par des dégâts des eaux (fuites de canalisation ou trop-plein de réservoirs) ; il doit être reconstruit mais, les dégâts perdurant, il est finalement abandonné. Ces fuites pourraient provenir d'un aqueduc alimentant les thermes ; cette hypothèse fragile repose sur l'existence d'un mur transversal qui aurait supporté la canalisation passant au-dessus de la muraille de l'enceinte.
Au cours du IVe siècle, les thermes de l'Est se trouvent inclus dans le périmètre remparé de l'enceinte du castrum. Dans cette enceinte se trouvent probablement les résidences de personnes possédant un statut social supérieur par rapport à ceux qui vivent extra muros. Il paraît donc envisageable que les thermes de l'Est soient alors fréquentés par une population « aisée ».

#### Des thermes aux habitations
Vers 400 ou 420, l'activité thermale cesse simultanément dans les deux ailes, les sols des thermes se dégradent et les matériaux de construction font l'objet d'une récupération, ; les bâtiments sont réaménagés pour servir d'habitation. Le mobilier retrouvé sur place ainsi que les habitudes alimentaires des occupants sembleraient indiquer la présence de troupes militaires, romaines ou « barbares »,.
Chronologie proposée pour les thermes de l'Est
  Quelques dates de l'histoire de Tours   Chronologie des thermes de l'Est

## Les établissements possibles
L'hypothèse de l'existence de ces deux établissements thermaux repose sur des fouilles réalisées au cours des décennies 1970 et 1980. Aucune étude complémentaire — nouvelle fouille ou réexamen des données acquises alors — ne permet de confirmer ou d'infirmer ces propositions.

### Saint-Pierre-le-Puellier
Le site est celui du cloître d'une ancienne abbaye médiévale dont il ne reste que quelques vestiges de l'abbatiale : 47° 23′ 42″ N, 0° 40′ 54″ E.

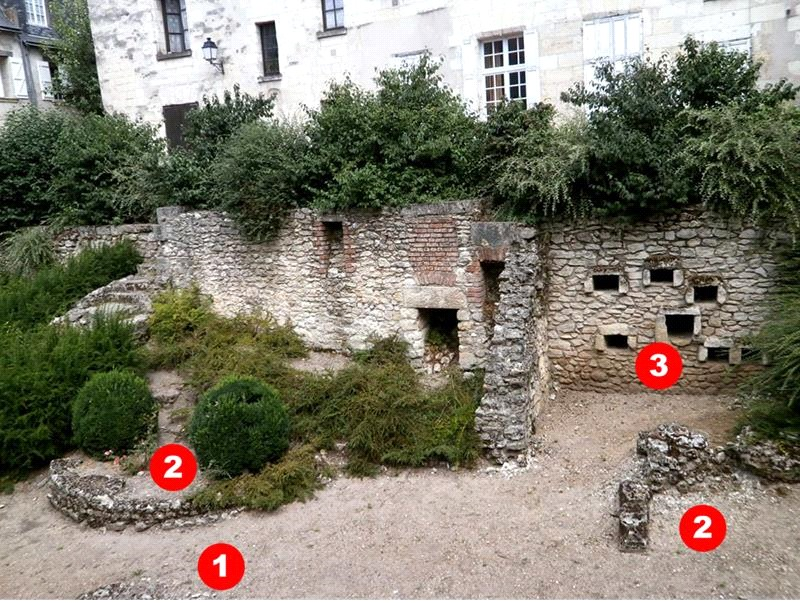
Le jardin archéologique de Saint-Pierre le Puellier.
(1) - Vestiges du Haut-Empire.
(2) et (3) - Vestiges tardo-antiques ou médiévaux.

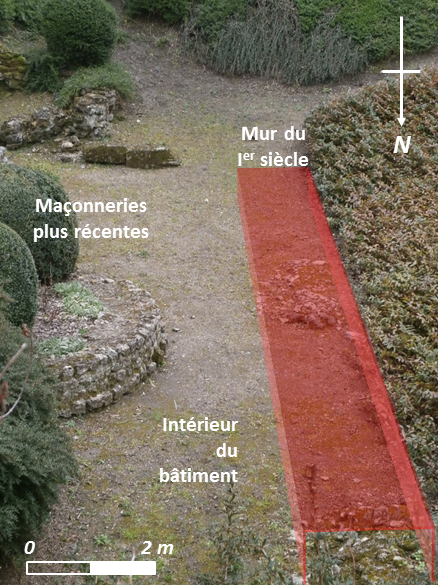
Vestiges d'un bâtiment antique sur le site de Saint-Pierre-le-Puellier
(la Loire se trouve au nord).

Il a fait l'objet de fouilles et de sondages entre 1969 et 1974 au cours du premier chantier d'archéologie urbaine de Tours. Il a été occupé pendant tout l'Empire romain. Après une période d'abandon au cours de laquelle des ruines en élévation ont subsisté, il est réinvesti à la fin du premier millénaire par des dépotoirs peut-être inscrits entre les ruines encore en place. Dans l'Antiquité il se trouvait à proximité immédiate de la rive sud de la Loire.
Les tout premiers vestiges retrouvés sur ce site semblent dater du début de notre ère, soit dès la fondation de la ville, sous forme de traces de murs et de tessons de céramique. Un grand bâtiment orienté nord-sud et disposant d'une porte sur la grève de la Loire est identifié. Son affectation n'est pas clairement établie mais sa grande dimension suggère qu'il s'agit d'un édifice à usage public (photo Le jardin archéologique de Saint-Pierre-le-Puellier, repère 1). Des fragments de mosaïques « recouverts de calcite feuilletée » ont été découverts sur le site. Ces mosaïques ont été exposées à des contacts prolongés avec de l'eau chaude alternant avec des périodes d'évaporation lors de phases de mise à l'air libre, ce qui permet la précipitation et la stratification du carbonate de calcium ; elles recouvraient probablement le fond ou les parois d'une piscine chaude.  Le bâtiment nord-sud était longé, sur son flanc ouest, d'un ruisseau ou d'un égout à ciel ouvert se jetant dans la Loire.
Il est possible de voir dans ce bâtiment du Ier siècle l'un des composants d'un édifice thermal public, mais cette hypothèse n'est pas avérée. Elle repose sur l'interprétation des vestiges archéologiques mais également sur la topographie du site : la proximité de la Loire pouvait favoriser l'approvisionnement et/ou l'évacuation de l'eau et l'emplacement retenu, en périphérie de la zone urbanisée, limitait la pollution de la cité par les fumées du chauffage des thermes. En tout état de cause, le caractère extrêmement parcellaire des vestiges mis au jour ne permet pas de proposer une restitution de l'établissement thermal.
Au IIIe siècle, le site est réorganisé et les bâtiments semblent avoir, avec plusieurs petits bassins et un réseau d'évacuation des eaux usées, une fonction artisanale. Il pourrait s'agir de tanneries réutilisant partiellement des équipements des anciens thermes,.

### Rue Néricault-Destouches
Le site est celui de l'ancienne bourse du travail de Tours, entre les rues Néricault-Destouches et de Clocheville : 47° 23′ 33″ N, 0° 41′ 11″ E.

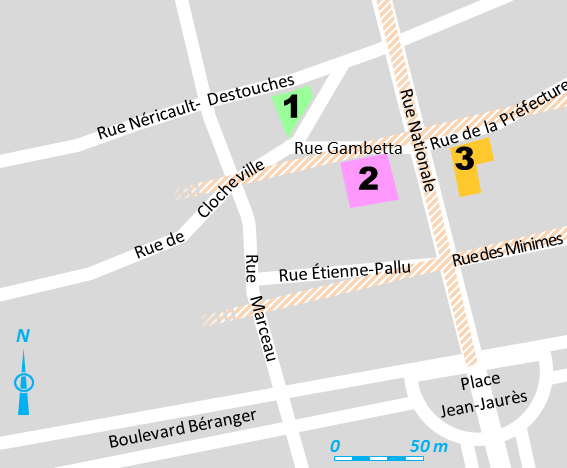
Emplacement des thermes supposés de la rue Néricault-Destouches.
hachures orangées : voirie antique supposée.
(1) - thermes supposés.
(2) - secteur urbanisé.
(3) - thermes du Sud attestés.

Dans ce secteur de la ville de Tours, les strates archéologiques les plus anciennes ont été fortement perturbées au XIVe siècle par le creusement d’un fossé au pied de l’enceinte médiévale de Tours construite alors, puis par les réfections successives de ce fossé. Sur le site lui-même, un chantier de construction en 1965 s’est accompagné de la destruction délibérée des vestiges archéologiques mis au jour, par crainte de retard dans les travaux.
Menée en 1982, une fouille préventive en bordure de la rue Néricault-Destouches (site de Saint-Michel-de-la-Guerche) a mis en évidence la présence de structures antiques, fortement endommagées par des aménagements ultérieurs et assimilées aux vestiges d'un balnéaire privé : une pièce sur hypocauste, un bassin enduit de mortier au tuileau et plusieurs autres pièces. Les fondations et les murs de ces structures utilisent des matériaux de remploi « provenant selon toute vraisemblance d'édifices monumentaux. »
L'hypothèse est posée de petits thermes publics situés à cet emplacement ou dans ce secteur, construits au Ier siècle puis vendus lors du début de rétractation géographique de la ville. En raison du caractère extrêmement parcellaire de ces vestiges de remploi, aucune proposition de restitution ne peut être faite pour l'édifice auquel ils appartenaient. Le propriétaire d'une domus aurait réutilisé des éléments de ces thermes publics, au IIe siècle, pour la construction d'un balnéaire privé.
Au moment de sa découverte, les archéologues pensaient que ce petit établissement thermal était implanté, comme celui de Saint-Pierre-le-Puellier — seul autre établissement balnéaire public supposé dans les années 1980 —, en périphérie de la ville antique. Il apparaît que le périmètre de la zone urbanisée aux Ier et IIe siècles est plus étendu et que, de ce fait, les thermes de la rue Néricault-Destouches se trouveraient, si leur existence était attestée, à l'intérieur de la ville.

## Protection des sites
Parmi les vestiges connus, seuls ceux des thermes de l'Est, protégés in situ, et ceux des thermes supposés de Saint-Pierre-le-Puellier, exposés à l'air libre dans une fosse archéologique, peuvent être facilement accessibles à de nouvelles études. Aucun des vestiges mentionnés dans les lignes ci-dessus ne fait l'objet d'une protection au titre de monuments historiques. Toutefois, dans le secteur sauvegardé de Tours de « niveau A », tel que défini par l'arrêté préfectoral du 6 août 2003 et dans lequel se trouvent les vestiges des établissements thermaux supposés, tous les travaux affectant le bâti (démolition, construction, aménagement), autres que ceux touchant les toitures et le ravalement d'immeubles récents et quelle qu'en soit l'importance, doivent faire l'objet d'une demande préalable auprès du préfet de région pour « instructions et prescriptions archéologiques éventuelles ».

#### Publications spécifiques consacrées à l'archéologie et l'histoire tourangelles
- Pierre Audin, Tours à l'époque gallo-romaine, Saint-Cyr-sur-Loire, Alan Sutton, 2002, 128 p. (ISBN 2-84253-748-3).
- Bernard Chevalier (dir.), Histoire de Tours, Toulouse, Privat, mai 1985, 415 p. (ISBN 2-7089-8224-9).
- Claude Croubois (dir.), L’indre-et-Loire – La Touraine, des origines à nos jours, Saint-Jean-d’Angely, Bordessoules, coll. « L’histoire par les documents », 1986, 470 p. (ISBN 2-903504-09-1).
- Henri Galinié, « Fouilles archéologiques sur le site de Saint-Pierre-le Puellier (1969-1974) - Rapport préliminaire », Bulletin de la Société archéologique de Touraine, t. XXXVIII,‎ 1976, p. 155-172 (lire en ligne).
- Henri Galinié, « Fouilles archéologiques sur le site du Château royal de Tours, 1974-1978. Rapport préliminaire, 1re partie », bulletin de la Société archéologique de Touraine, t. XXXVIII,‎ 1978, p. 636-662 (lire en ligne).
- Henri Galinié (dir.), Tours antique et médiéval. Lieux de vie, temps de la ville. 40 ans d'archéologie urbaine, Supplément à la RACF n° 30, numéro spécial de la collection Recherches sur Tours, Tours, FERACF, 2007, 440 p. (ISBN 978-2-913272-15-6).
- Henri Galinié, Philippe Husi, James Motteau et al., Des Thermes de l'Est de Caesarodunum au Château de Tours : le site 3 : 50e supplément à la Revue archéologique du centre de la France (RACF), Tours, FERACF, coll. « Recherches sur Tours 9 », juin 2014, 170 p. (ISBN 978-2-913272-36-1), partie électronique en ligne : http://citeres.univ-tours.fr/rt9/.
- Anne-Marie Jouquand (dir.), Élisabeth Lorans (dir.) et Jacques Seigne (dir.), Tours, Paris, Académie des inscriptions et belles-lettres et Maison des Sciences de l'Homme, coll. « Carte archéologique de la Gaule » (no 37/2), 2024, 157 et III p. (ISBN 978-2-8775-4703-1).
- Michel Provost, Carte archéologique de la Gaule : l'Indre-et Loire-37, Paris, Académie des Sciences et Belles-Lettres, 1988, 141 p. (ISBN 2-87754-002-2).

#### Publications générales totalement ou partiellement consacrées à l'architecture et à l'urbanisme dans l'Empire romain
- Stéphanie Barideau, L'approvisionnement en eau des capitales de cités en région Centre (Tours, Bourges, Chartres, Orléans) : Mémoire de maîtrise en Histoire de l'Art, Tours, Université François-Rabelais, trois volumes.
- Jasmine Boudeau, La réorganisation spatiale de cinquante-cinq villes de Gaule remparées au Bas-Empire : Thèse de doctorat en histoire, mention archéologie, Tours, Université François-Rabelais, 2009, 839 p. (lire en ligne [PDF]).
- Robert Bedon, Pierre Pinon et Raymond Chevallier, Architecture et urbanisme en Gaule romaine : L'architecture et la ville, vol. 1, Paris, Errance, coll. « les Hespérides », 1988, 440 p. (ISBN 2-903442-79-7).
- Michèle Blanchard-Lemée, Recueil général des mosaïques de la Gaule : II : Province de Lyonnaise, 4. Partie occidentale, Paris, Éditions du CNRS, 1991, 149 p. (ISBN 2-222-04437-5).
- Gérard Coulon, Les Gallo-Romains, Paris, Errance, coll. « Civilisations et cultures », 2006, 219 p. (ISBN 2-87772-331-3).
- Georges Duby (dir.), Histoire de la France urbaine, vol. 1 : La ville antique, des origines au 9e siècle, Paris, le Seuil, coll. « L’univers historique », 1980, 601 p. (ISBN 2-02-005590-2).